# 北綾瀨站
北綾瀨站（日语：／ Kita-ayase eki */?）是位於日本東京都足立區谷中二丁目，屬於東京地下鐵千代田線（支線）的鐵路車站。車站編號是C 20。本站截至2016年與方南町站同為東京地下鐵唯二不與其他鐵路線交會的單一路線終端站。

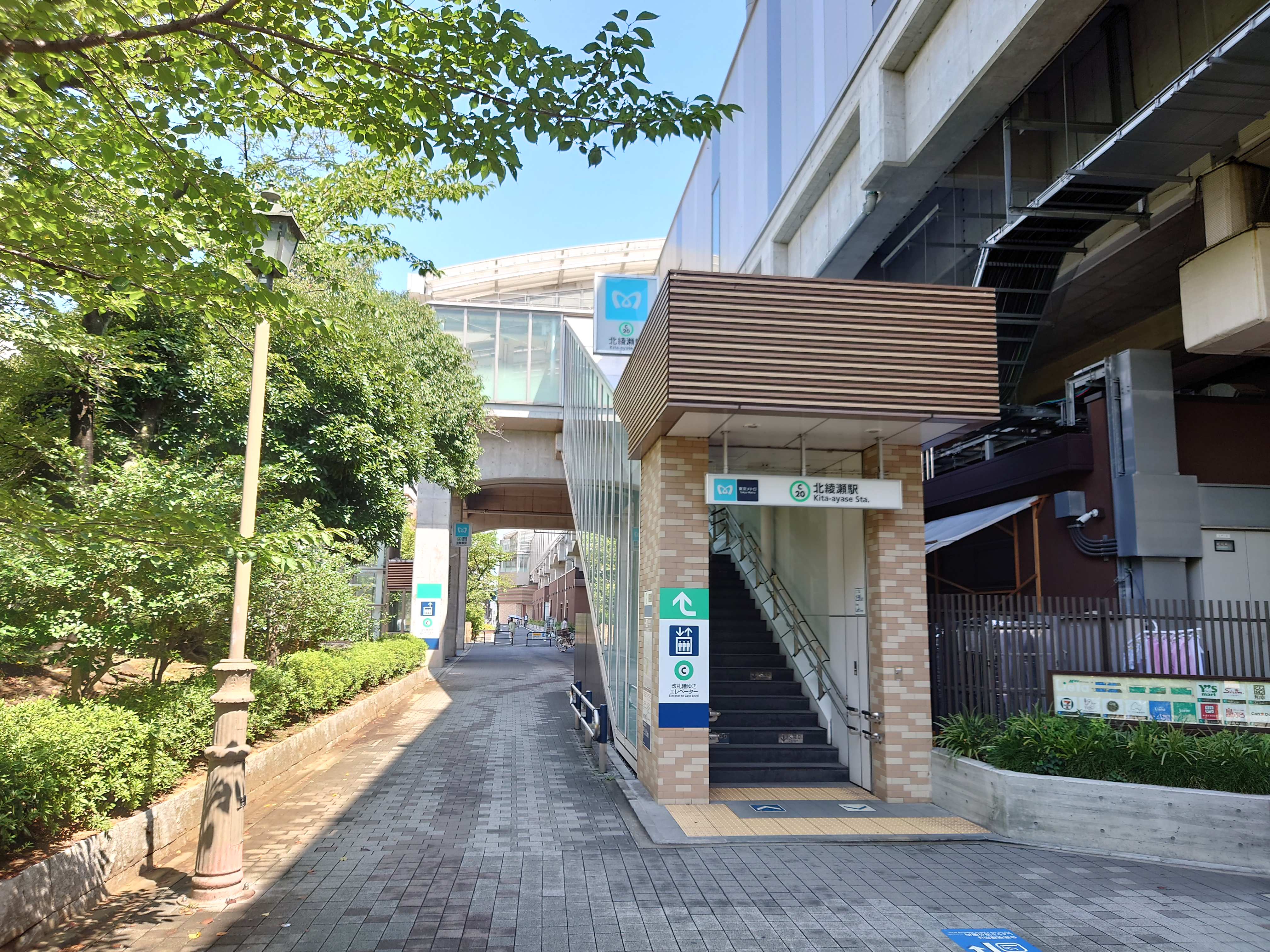
5號出入口(2024年8月)

## 歷史
- 1969年（昭和44年）12月：綾瀨車庫信號所開設。
- 1978年（昭和53年）12月12日：新站站名確定為北綾瀨站。
- 1979年（昭和54年）12月20日：開業。
- 2002年（平成14年）2月15日：啟用月台門。
- 2004年（平成16年）4月1日：營團地下鐵民營化，北綾瀨站由東京地下鐵繼承。
- 2007年（平成19年）3月18日：IC卡「PASMO」啟用。
- 2008年（平成20年）9月12日：月台屋頂導入太陽能發電系統。
- 2019年（平成31年）3月16日：10節編組列車開始直通。與此同時往代代木上原方向的直通列車開始運行。

## 車站構造
本站是側式月台1面1線高架車站，位於環七通南側。線路雖是複線，但月台僅設於西側線路，月台有效長度為3輛編組。
此站自2002年3月23日起開始列車一人控制服務與設置可動式月台門。2019年3月16日起，月台長度延長至對應10輛編組，代代木上原方向列車可直通本站。

### 月台配置
| 月台 | 路線     | 目的地                               |
| ---- | -------- | ------------------------------------ |
| 1    | 千代田線 | 綾瀨、北千住、代代木上原、本厚木方向 |

（來源：東京地下鐵:構內圖（页面存档备份，存于））

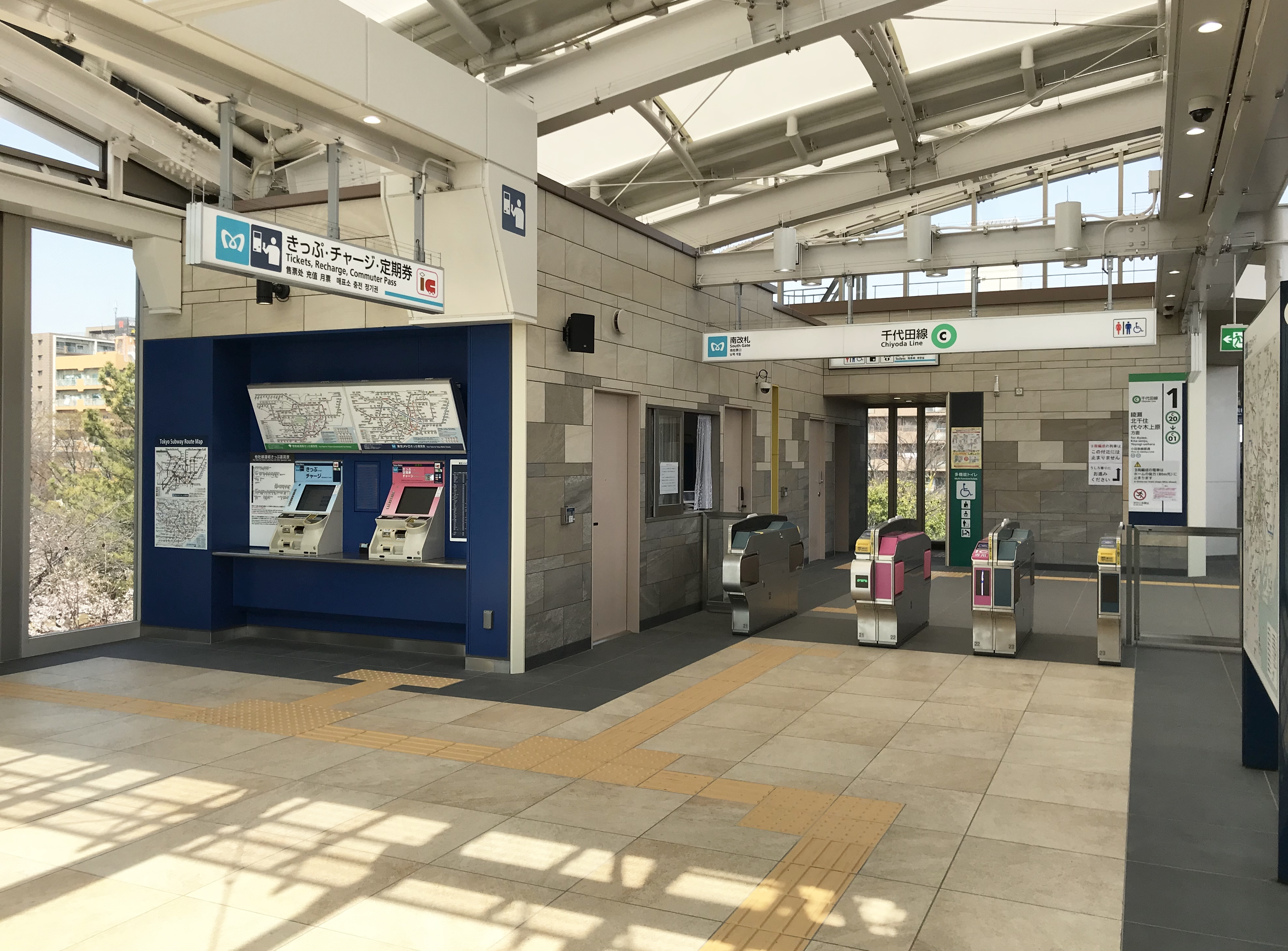
南驗票閘口（2019年3月）
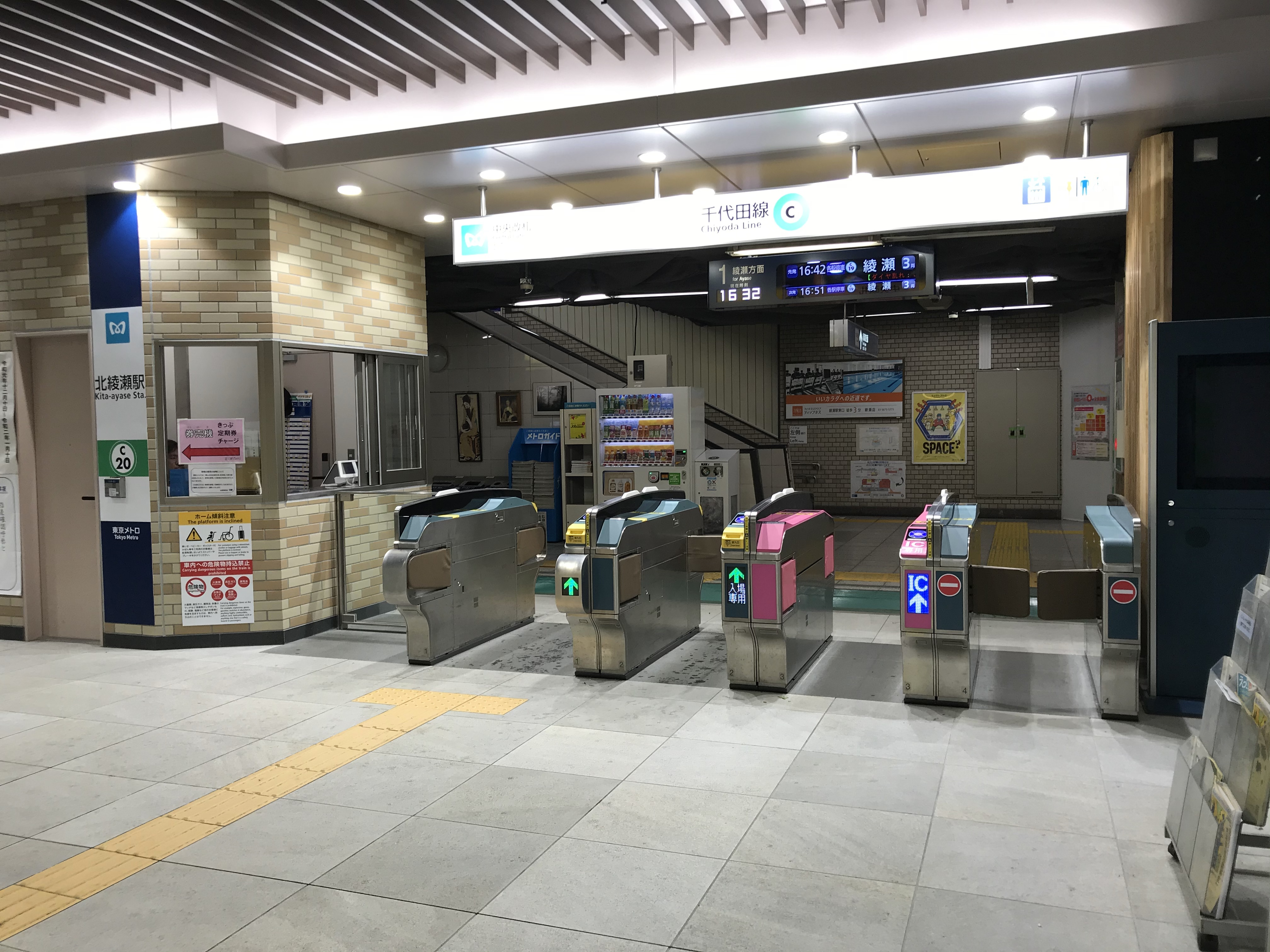
中央驗票閘口（2019年12月）
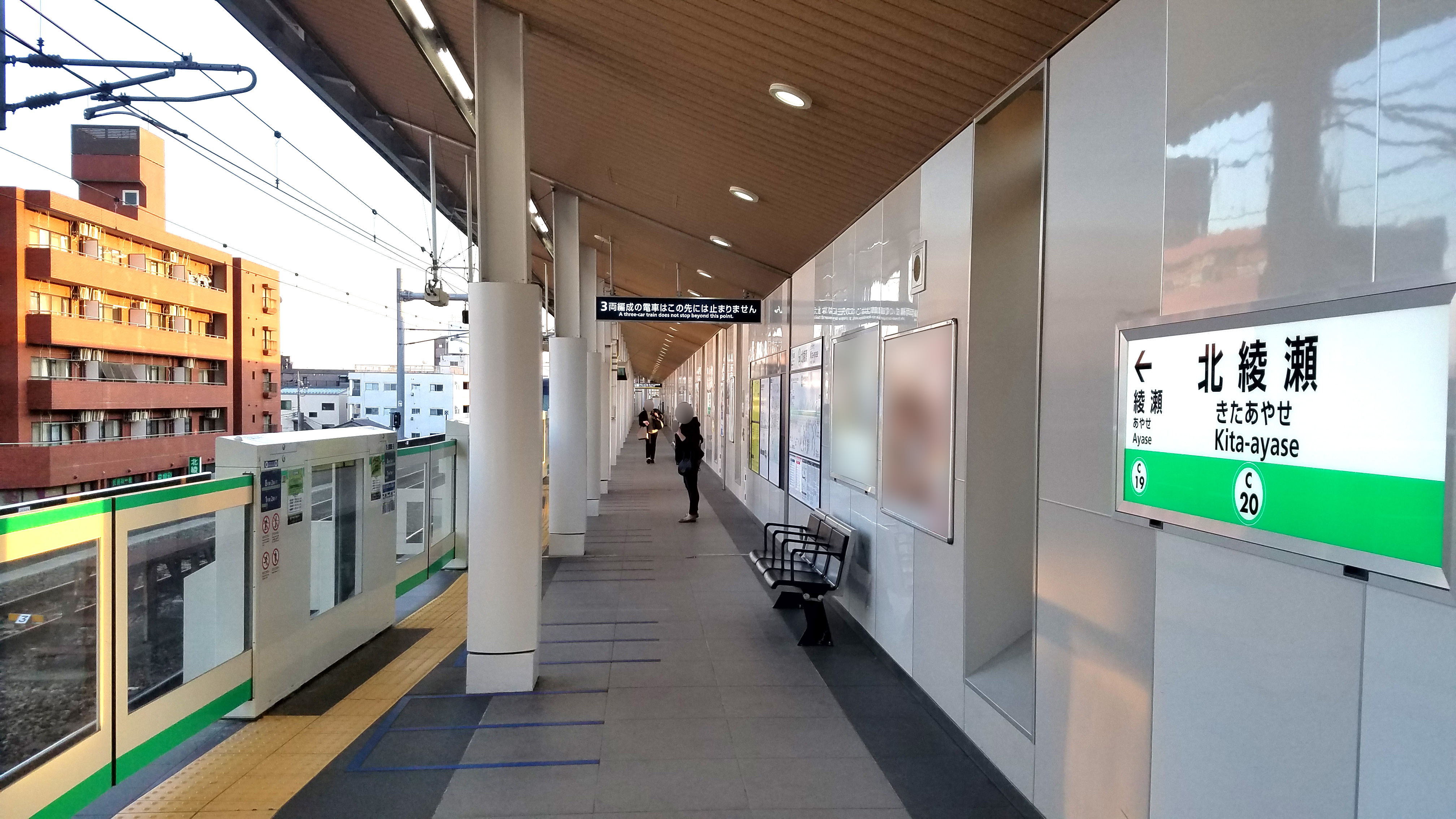
1號月台（2022年3月）

- 通常，列車到達本站後會再折返至綾瀨。夜間，列車在下客後會回到綾瀨車輛基地（日语：綾瀬車両基地）。

## 利用狀況
2017年度1日平均上下車人次為30,869人，在東京地下鐵全部130個車站當中排名第109位。2014年3月15日時刻表改正，日間的運行數量由每小時4班增至每小時6班，上下車人次逐漸增加。
近年1日平均上下車、上車人次變化如下表。
| 年度               | 1日平均 上下車人次 | 1日平均 上車人次 | 來源     |
| ------------------ | ------------------ | ---------------- | -------- |
| 1979年（昭和54年） |                    | 4,114            | [ * 1 ]  |
| 1980年（昭和55年） |                    | 5,008            | [ * 2 ]  |
| 1981年（昭和56年） |                    | 6,010            | [ * 3 ]  |
| 1982年（昭和57年） |                    | 6,724            | [ * 4 ]  |
| 1983年（昭和58年） |                    | 7,558            | [ * 5 ]  |
| 1984年（昭和59年） |                    | 8,234            | [ * 6 ]  |
| 1985年（昭和60年） |                    | 8,781            | [ * 7 ]  |
| 1986年（昭和61年） |                    | 9,531            | [ * 8 ]  |
| 1987年（昭和62年） |                    | 10,381           | [ * 9 ]  |
| 1988年（昭和63年） |                    | 10,997           | [ * 10 ] |
| 1989年（平成元年） |                    | 11,155           | [ * 11 ] |
| 1990年（平成02年） |                    | 11,592           | [ * 12 ] |
| 1991年（平成03年） |                    | 11,976           | [ * 13 ] |
| 1992年（平成04年） |                    | 12,394           | [ * 14 ] |
| 1993年（平成05年） |                    | 12,515           | [ * 15 ] |
| 1994年（平成06年） |                    | 12,407           | [ * 16 ] |
| 1995年（平成07年） |                    | 12,883           | [ * 17 ] |
| 1996年（平成08年） |                    | 12,638           | [ * 18 ] |
| 1997年（平成09年） |                    | 12,580           | [ * 19 ] |
| 1998年（平成10年） |                    | 12,618           | [ * 20 ] |
| 1999年（平成11年） |                    | 12,368           | [ * 21 ] |
| 2000年（平成12年） | 23,990             | 12,343           | [ * 22 ] |
| 2001年（平成13年） | 24,387             | 12,511           | [ * 23 ] |
| 2002年（平成14年） | 24,182             | 12,330           | [ * 24 ] |
| 2003年（平成15年） | 24,291             | 12,372           | [ * 25 ] |
| 2004年（平成16年） | 24,216             | 12,198           | [ * 26 ] |
| 2005年（平成17年） | 24,399             | 12,234           | [ * 27 ] |
| 2006年（平成18年） | 24,237             | 12,206           | [ * 28 ] |
| 2007年（平成19年） | 24,951             | 12,669           | [ * 29 ] |
| 2008年（平成20年） | 25,227             | 12,857           | [ * 30 ] |
| 2009年（平成21年） | 25,197             | 12,876           | [ * 31 ] |
| 2010年（平成22年） | 25,569             | 13,024           | [ * 32 ] |
| 2011年（平成23年） | 25,225             | 12,834           | [ * 33 ] |
| 2012年（平成24年） | 25,215             | 12,821           | [ * 34 ] |
| 2013年（平成25年） | 25,880             | 13,143           | [ * 35 ] |
| 2014年（平成26年） | 26,588             | 13,479           | [ * 36 ] |
| 2015年（平成27年） | 27,878             | 14,123           | [ * 37 ] |
| 2016年（平成28年） | 29,278             | 14,824           | [ * 38 ] |
| 2017年（平成29年） | 30,869             | 15,624           |          |

## 車站周邊
- 足立谷中郵政局
- 綾瀨警察署（日语：綾瀬警察署）
- 菖蒲沼公園
- 環七通
- 首都高速道路6號三鄉線加平出入口、加平停車區
- Bel'x（日语：サンベルクス）足立加平店
- NOJIMA（日语：コジマ）×BIC CAMERA足立加平店
- 东京都下水道局中川水再生中心
- 筑波快線青井站（往西步行15分）
- 東京地下鐵綾瀨車輛基地（日语：綾瀬車両基地）（綾瀨工場、綾瀨檢車區）

## 巴士路線

### 綾瀨警察署
車站西側環七通上。僅有往六木都住、龜有站方向的巴士，要前往綾瀨站、足立區役所、王子站方向須至車站東方200公尺的「上谷中町」巴士站。
- 綾21 往六木都住（日语：六木）（東武巴士中央）
- 足35 往龜有站北口（東武巴士中央）
- 王30 往龜有站北口（東武巴士中央、1日2班）

### 北綾瀨站入口
車站東方150公尺的「上谷中町」信號燈南方。
- 春風（日语：はるかぜ (コミュニティバス)） 往綾瀨站／往六木都住（八潮站南口）（朝日自動車（日语：朝日自動車越谷営業所））

### 來源
東京都統計年鑑
1. ↑  .   [2017-04-27]. （原始内容存档于2016-03-05）.
2. ↑  .   [2017-04-27]. （原始内容存档于2016-03-05）.
3. ↑  .   [2017-04-27]. （原始内容存档于2016-03-05）.
4. ↑  .   [2017-04-27]. （原始内容存档于2015-06-29）.
5. ↑  .   [2017-04-27]. （原始内容存档于2015-06-29）.
6. ↑  .   [2017-04-27]. （原始内容存档于2015-06-29）.
7. ↑  .   [2017-04-27]. （原始内容存档于2016-03-05）.
8. ↑  .   [2017-04-27]. （原始内容存档于2016-03-05）.
9. ↑  .   [2017-04-27]. （原始内容存档于2015-06-29）.
10. ↑  .   [2017-04-27]. （原始内容存档于2016-03-05）.
11. ↑  .   [2017-04-27]. （原始内容存档于2016-03-05）.
12. ↑  .   [2017-04-27]. （原始内容存档于2016-03-05）.
13. ↑  .   [2017-04-27]. （原始内容存档于2016-03-05）.
14. ↑  平成4年
15. ↑  平成5年
16. ↑  平成6年
17. ↑  平成7年
18. ↑  平成8年
19. ↑  .   [2017-04-27]. （原始内容存档于2016-03-04）.
20. ↑  平成10年PDF
21. ↑  平成11年PDF
22. ↑  .   [2017-04-27]. （原始内容存档于2016-03-04）.
23. ↑  .   [2017-04-27]. （原始内容存档于2016-03-04）.
24. ↑  .   [2017-04-27]. （原始内容存档于2017-07-29）.
25. ↑  .   [2017-04-27]. （原始内容存档于2017-07-29）.
26. ↑  .   [2017-04-27]. （原始内容存档于2017-07-29）.
27. ↑  .   [2017-04-27]. （原始内容存档于2017-07-29）.
28. ↑  .   [2017-04-27]. （原始内容存档于2017-07-29）.
29. ↑  .   [2017-04-27]. （原始内容存档于2017-07-29）.
30. ↑  .   [2017-04-27]. （原始内容存档于2017-07-29）.
31. ↑  .   [2017-04-27]. （原始内容存档于2016-03-26）.
32. ↑  .   [2017-04-27]. （原始内容存档于2016-03-27）.
33. ↑  .   [2017-04-27]. （原始内容存档于2016-03-25）.
34. ↑  .   [2017-04-27]. （原始内容存档于2016-03-27）.
35. ↑  .   [2017-04-27]. （原始内容存档于2016-03-22）.
36. ↑  .   [2017-04-27]. （原始内容存档于2017-07-30）.
37. ↑  .   [2019-01-09]. （原始内容存档于2018-11-09）.
38. ↑  .   [2019-01-09]. （原始内容存档于2019-05-02）.

## 外部連結
- 北綾瀨/C20 | 路線・車站資訊 | 東京地下鐵